# 라이너스 반 펠트
라이너스 반 펠트는 찰스 M. 슐츠의 만화 피너츠에 등장하는 캐릭터이다. 그는 찰리 브라운의 가장 친한 친구이며, 루시 반 펠트의 남동생이자, 리런 반 펠트의 형이다. 그는 두 달 전인 7월 14일에 의뢰되어 1952년 9월 19일에 처음 등장했다. 그러나 그의 이름은 3일 후까지 언급되지 않았다. 라이너스가 처음으로 말을 한 것은 1954년으로 처음으로 담요를 두른 모습과 함께 공개되었다. 라이너스의 이름은 슐츠의 친구 Linus Maurer의 이름을 딴 것이다.
이 캐릭터의 제작자인 찰스 M. 슐츠는 이 캐릭터에 대해 "나의 진지한 내면인 라이너스는 똑똑하고 박식한 집안의 지성이다. 내가 생각하기에 어쩌면 그게 불안감에 기인한 것 같다."라고 말했다. 대부분의 피너츠TV 특집을 제작한 Lee Mendelson은 자신이 가장 좋아하는 캐릭터가 라이너스라고 말했다; "라이너스가 엄지손가락을 빨고 담요를 잡고 있는 모습도 괜찮게 만들었다. 나는 라이너스는 역대 가장 독창적인 허구의 캐릭터 중 하나라고 생각한다—어린애 같은 행동과 위대한 지혜를 공존하게 했기 때문에."

## 특징
라이너스는  엄지손가락을 빨면서 파란색 담요를 왼쪽 볼에 붙이고 있는 모습이 자주 나온다. 또, 라이너스는 매년 할로윈마다 호박밭에서 올라와 선물을 전해주는 호박대왕을 믿는다. 그는 다른 캐릭터들에게 호박대왕이 실제로 존재한다고 말하고 다니지만 아무도 믿어주지 않는다.

### 생일
1986년 6월 9일의 스트립에서 Linus는 자신의 생일이 10월이라고 주장한다. 루시는 1964년 11월 22일 일요일 스트립에서 그의 생일에 의자를 선물로 준다.

## 다른 캐릭터들과의 관계
라이너스는 그의 누나인 루시 반 펠트에게 자주 괴롭힘을 당한다.
1959년, 찰리 브라운의 여동생 샐리 브라운이 태어난다. 그녀는 라이너스와 결혼하고 싶어했지만 만화가 진행되면서 그런 그녀의 생각은 사라졌다. 샐리는 그를 "Sweet Babboo"라는 애칭으로 불렀고, 라이너스는 매우 싫어했다.
라이너스는 자신의 학교 선생님인 오스마 선생님을 짝사랑했지만 선생님이 결혼하게 되자 짝사랑을 포기하고 선물을 보낸다.